# Зайцева, Нина Владимировна
Ни́на Влади́мировна За́йцева (род. 22 мая 1946 года, Чкалов) — советский и российский учёный-гигиенист, доктор медицинских наук (1983), заслуженный деятель науки РФ (2000), академик РАМН (2011), академик РАН (2013).

## Биография
Родилась 22 мая 1946 года в Оренбурге.
В 1969 году с отличием окончила Пермский государственный медицинский институт по специальности «Санитария».
С 1967 по 1969 год — лаборант кафедры коммунальной гигиены Пермского государственного медицинского института.
С 1971 по 1996 годы работала в Пермском политехническом институте, где прошла путь от старшего научного сотрудника до профессора кафедры. В 1973 году защитила кандидатскую диссертацию «Санитарная охрана водоемов в связи с развитием производств сернистых красителей».
В 1983 году защитила докторскую диссертацию.
С 1996 по январь 2018 года — директор, а в настоящее время — научный руководитель Федерального научного центра медико-профилактических технологий управления рисками здоровью населения Федеральной службы по надзору в сфере защиты прав потребителей и благополучия человека (Пермь).
31 марта 2000 года избрана членом-корреспондентом РАМН, 9 декабря 2011 года — академиком РАМН.
30 сентября 2013 года стала академиком Российской академии наук (в рамках присоединения РАМН и РАСХН к РАН).

## Научная деятельность
Специалист в области фундаментальных и прикладных аспектов гигиены.
Разработчик научных основ по актуальным фундаментальным и прикладным проблемам профилактической медицины, экологии человека и гигиены окружающей среды, в частности системной оценке и прогнозу параметров и мультифакториальных взаимосвязей показателей здоровья населения при комплексном воздействии факторов среды обитания, а также методологии многофакторного анализа полиморфоза заболеваний с экологически детерминированным генезом развития.
Автор фундаментальных работ по развитию научно-методических основ социально-гигиенического мониторинга, в частности, разработала систему критериев гигиенической диагностики, моделей, химико-аналитического и медико-биологического обеспечения. Предложила и эффективно реализовала концептуальные подходы построения региональной структурно-функциональной модели обеспечения гигиенической безопасности населения в условиях техногенно-и природно-обусловленного воздействия химических факторов среды обитания на здоровье населения, основанной на доказательной базе и комплексной экспертно-аналитической оценке, моделировании и прогнозировании санитарно-эпидемиологической ситуации.
Под её руководством создана комплексная научно-методическая, химико-аналитическая, информационно-аналитическая, программно-аппаратная и клинико-лабораторная база для диагностики, коррекции и профилактики экологически обусловленных заболеваний, системного анализа и управления риском заболеваний при экспозиции химических факторов среды обитания.
Под её руководством защищено 20 докторских и 42 кандидатских диссертаций.
Автор более 850 опубликованных научных работ, в том числе 9 монографий, 17 книг, 3 атласов, 270 основных журнальных статей, более 60 нормативно-методических и информационно-методических документов, 58 авторских свидетельства и патентов РФ на изобретения.

### Научно-организационная деятельность
- член редколлегии журнала «Вестник Санкт-Петербургской государственной медицинской Академии им. И. И. Мечникова»;
- член международного общества «International Society of Exposure Science» (ISES);
- член Международного общества по эпидемиологии окружающей среды «International Society for Environmental Epidemiology» (ISEE).

## Награды
- Заслуженный деятель науки Российской Федерации (2000)[2]
- Почётный гражданин Пермского края (2009)